# Jean-François Pons
Pour les articles homonymes, voir Pons.
Ne doit pas être confondu avec Jean-François de Pons.
Jean-François Pons né le 6 décembre 1698 dans le diocèse de Rodez et mort en 1752 ou 1753 à Chandernagor (Mission du Bengale en Inde), est un prêtre jésuite français, missionnaire en Inde et indianiste. 

## Biographie
Il est considéré comme l'un des premiers sanskritistes européens, et un précurseur des études sanskrites.
Durant un long voyage fait de Chandernagore à Jaipur (Rajasthan), en 1734, Pons contribua également à l'astronomie et connaissance géographique de l'Inde, relevant les coordonnées (latitude et longitude) de 63 villes indiennes. Le 2 avril 1734 il observa, à Fatehpur-Sikri le premier satellite de Jupiter, et de nouveau, à Jaipur le 15 août de la même année. Également une éclipse solaire, à Delhi, le 3 mai 1734. 
Pons était en contact épistolaire avec le scientiste jésuite Antoine Gaubil, en Chine. Plus tard D'Anville et Tieffenthaler utilisèrent les informations recueillies par Pons. 

## Correspondance et Œuvres
- À l'origine des études sanskrites: La Grammatica Sanscritica de Jean-François Pons S.J.. Étude, édition et traduction par Pierre-Sylvain Filliozat, Paris, Académie des Inscriptions et Belles-Lettres, 2020
- Dictionarium Linguae - Samscreanicae (1738)
- Lettres édifiantes et curieuses, écrites des missions étrangères par quelques missionnaires de la Compagnie de Jésus, Volume 24. Éd. N. Le Clerc, 1743, p. 218-256
- Lettres édifiantes et curieuses: écrites des missions étrangères, Volume 8. Éd. Chez J. Vernarel, 1819, p. 37-53